# زن‌ها شگفت‌انگیزند
زن‌ها شگفت‌انگیزند فیلمی به کارگردانی مهرداد فرید، نویسندگی نادیا معقولی و مهرداد فرید محصول سال ۱۳۸۹ است. ما سه نفر که با نام زن‌ها شگفت‌انگیزند به بازار آمد، داستان سه زن است که می‌فهمند با هم هوو هستند…

## بازیگران
- افسانه بایگان در نقش خاتون
- بهاره رهنما در نقش ناهید
- الهه حصاری در نقش شراره
- جمشید هاشم‌پور در نقش سرگرد احمدی
- حمید گودرزی در نقش افشین
- رضا داوودنژاد در نقش نادر
- بهنوش بختیاری در نقش مریم
- ناصر سهرابی در نقش هرمز